# Florentino Ameghino (partido)
Ameghino (Partido de Ameghino) is een partido in de Argentijnse provincie Buenos Aires. Het bestuurlijke gebied telt 8.171 inwoners. Tussen 1991 en 2001 steeg het inwoneraantal met 8,7 %.

## Plaatsen in partido Florentino Ameghino
- Blaquier
- Florentino Ameghino
- Paraje Nueva Suiza
- Paraje Porvenir
- Porvenir